# Щербинина, Анна Андреевна
Анна Андреевна Щербинина (род. 25 января 1991 года) — российская биатлонистка, чемпионка России 2015 года в индивидуальной гонке.

## Карьера
Воспитанница норильского биатлона. Первый тренер — О. Л. Лебедев. В сборной команде России с 2014 года. Выступает за СШОР № 43 Москомспорта (Москва).
В декабре 2014 года на этапе Кубка IBU в Обертиллиахе (Австрия) завоевала бронзу в спринте.
На чемпионате России 2015 года выиграла золото в индивидуальной гонке (на 15 км) и серебро в супер-спринте (на 6 км). На чемпионате России 2015 года по летнему биатлону победила в индивидуальной гонке (на 15 км).
В сезоне 2015/16 на этапе Кубка IBU в Риднаун-Валь-Риданна (Италия) завоевала бронзу в спринте. На этапе Кубка IBU в Арбер-Цвизель (Германия) завоевала бронзу в гонке преследования.
Участница чемпионатов Европы 2015 и 2016 года.

## Кубок мира
Дебютировала 17 марта 2016 в Ханты-Мансийске в спринте.

## Результаты выступлений на Кубке мира
| \| 2015/2016 Итоги \| 2015/2016 Итоги \| Эстерсунд \| Эстерсунд \| Эстерсунд \| Эстерсунд \| Эстерсунд \| Хохфильцен \| Хохфильцен \| Хохфильцен \| Поклюка \| Поклюка \| Поклюка \| Рупольдинг \| Рупольдинг \| Рупольдинг \| Рупольдинг \| Рупольдинг \| Рупольдинг \| Антхольц \| Антхольц \| Антхольц \| Канмор \| Канмор \| Канмор \| Канмор \| Преск-Айл \| Преск-Айл \| Преск-Айл \| ЧМ Холменколлен \| ЧМ Холменколлен \| ЧМ Холменколлен \| ЧМ Холменколлен \| ЧМ Холменколлен \| ЧМ Холменколлен \| Ханты-Мансийск \| Ханты-Мансийск \| Ханты-Мансийск \| \| Очков \| Место \| Сусм \| См \| Инд \| Спр \| Пр \| Спр \| Пр \| Эст \| Спр \| Пр \| МС \| Спр \| Пр \| МС \| Инд \| Эст \| МС \| Спр \| Пр \| Эст \| Спр \| МС \| Сусм \| См \| Спр \| Пр \| Эст \| См \| Спр \| Пр \| Инд \| Эст \| МС \| Спр \| Пр \| МС \| \| 0 \| 0 \| — \| — \| — \| — \| — \| — \| — \| — \| — \| — \| — \| — \| — \| — \| — \| — \| — \| — \| — \| — \| — \| — \| — \| — \| — \| — \| — \| — \| — \| — \| — \| — \| — \| 62 \| — \| — \| |                 |           |           |           |           |           |            |            |            |         |         |         |            |            |            |            |            |            |          |          |          |        |        |        |        |           |           |           |                 |                 |                 |                 |                 |                 |                |                |                |
| Инд — индивидуальная гонка Пр — гонка преследования Спр — спринт МС — масс-старт Эст — эстафета См — смешанная эстафета Сусм — одиночная смешанная эстафета DNS — спортсмен был заявлен, но не стартовал DNF — спортсмен стартовал, но не финишировал DSQ — спортсмен финишировал, но дисквалифицирован LAP — спортсмен по ходу гонки (для гонок преследования и масс-стартов) отстал от лидера более чем на круг и был снят с трассы — — спортсмен не участвовал в этой гонке |                 |           |           |           |           |           |            |            |            |         |         |         |            |            |            |            |            |            |          |          |          |        |        |        |        |           |           |           |                 |                 |                 |                 |                 |                 |                |                |                |
| 2015/2016 Итоги | 2015/2016 Итоги | Эстерсунд | Эстерсунд | Эстерсунд | Эстерсунд | Эстерсунд | Хохфильцен | Хохфильцен | Хохфильцен | Поклюка | Поклюка | Поклюка | Рупольдинг | Рупольдинг | Рупольдинг | Рупольдинг | Рупольдинг | Рупольдинг | Антхольц | Антхольц | Антхольц | Канмор | Канмор | Канмор | Канмор | Преск-Айл | Преск-Айл | Преск-Айл | ЧМ Холменколлен | ЧМ Холменколлен | ЧМ Холменколлен | ЧМ Холменколлен | ЧМ Холменколлен | ЧМ Холменколлен | Ханты-Мансийск | Ханты-Мансийск | Ханты-Мансийск |
| Очков | Место           | Сусм      | См        | Инд       | Спр       | Пр        | Спр        | Пр         | Эст        | Спр     | Пр      | МС      | Спр        | Пр         | МС         | Инд        | Эст        | МС         | Спр      | Пр       | Эст      | Спр    | МС     | Сусм   | См     | Спр       | Пр        | Эст       | См              | Спр             | Пр              | Инд             | Эст             | МС              | Спр            | Пр             | МС             |
| 0 | 0               | —         | —         | —         | —         | —         | —          | —          | —          | —       | —       | —       | —          | —          | —          | —          | —          | —          | —        | —        | —        | —      | —      | —      | —      | —         | —         | —         | —               | —               | —               | —               | —               | —               | 62             | —              | —              |

## Образование
В 2015 году закончила Московский государственный гуманитарный университет имени М. А. Шолохова.